# Glory (kickboxing)
Glory (bivši Glory World Series) međunarodna je kickboxing organizacija. Osnovana je u Singapuru 2012. godine.
U 2011. godini K-1, tradicionalno najveća svjetska kickboxing organizacija, doživjela je financijske probleme. Investitori Pierre Andurand, Scott Rudmann i „Total Sports Asia” tada su pokušali kupiti brend. Kada je K-1 umjesto toga prodan Gunilu Kimu, Andurand i ostali investitori odlučili su pokrenuti potpuno novu kickboxing organizaciju pod nazivom „Glory” i okupili su timove „United Glory”, „Golden Glory” i „It's Showtime” kako bi osigurali vrhunski tim za produkciju događaja s vrhunskim svjetskim kickboxing borcima. Andurand je imenovan predsjednikom, a Rudmann potpredsjednikom.
„Glory” je potpisao ugovore za borbe s mnogim poznatim kickboxing borcima, kao što su: Peter Aerts, Remy Bonjasky, Semmy Schilt, Gökhan Saki, Albert Kraus, Giorgio Petrosyan, Tyrone Spong, Badr Hari i Rico Verhoeven.
Svaka „Glory” priredba ima svoj broj. Glory 1 održao se u Stockholmu 26. svibnja 2012. godine. Glory 14 održao se u Areni Zagreb 8. ožujka 2014. godine. Ovaj događaj je imao borbu u teškoj kategoriji između Mirka Cro Copa Filipovića protiv Remyja Bonjaskyja i borbu za svjetski naslov u lakoj kategoriji između Andyja Ristieja protiv Davita Kiria. Pobijedili su Remy Bonjasky odlukom sudaca i Davit Kiria nokautom. Glory 95 održat će se u Areni Zagreb 21. rujna 2024. godine. Borba u teškoj kategoriji između Antonija Plazibata i Levija Rigtersa bila je zakazana kao glavni događaj. Plazibat se povukao zbog ozljede 19. kolovoza, a zamijenio ga je Bahram Rajabzadeh. To je i oproštajna borba Mladena Brestovca.